# 凯尔西地区巴加
凯尔西地区巴加（法語：Bagat-en-Quercy，法語發音：[baɡa ɑ̃ kɛʁsi]）是法国洛特省的一个旧市镇，属于卡奥尔区。2019年，凯尔西地区巴加与临近的2个市镇合并为新市镇凯尔西地区巴格洛讷。

## 地理
凯尔西地区巴加（44°22'19"N, 1°14'31"E）面积16.63 平方千米，位于法国奧克西塔尼大區洛特省，该省份为法国西南部内陆省份，北起顺时针与科雷兹省、康塔爾省、阿韦龙省、塔恩-加龙省、洛特-加龍省和多尔多涅省接壤。
与凯尔西地区巴加接壤的市镇（或旧市镇、城区）包括：卡尔纳克-鲁菲亚克、法尔格、白色凯尔西地区蒙屈克、圣多内斯、圣庞塔莱翁、索泽、维勒塞克、蒙屈克。
凯尔西地区巴加的时区为UTC+01:00、UTC+02:00（夏令时）。

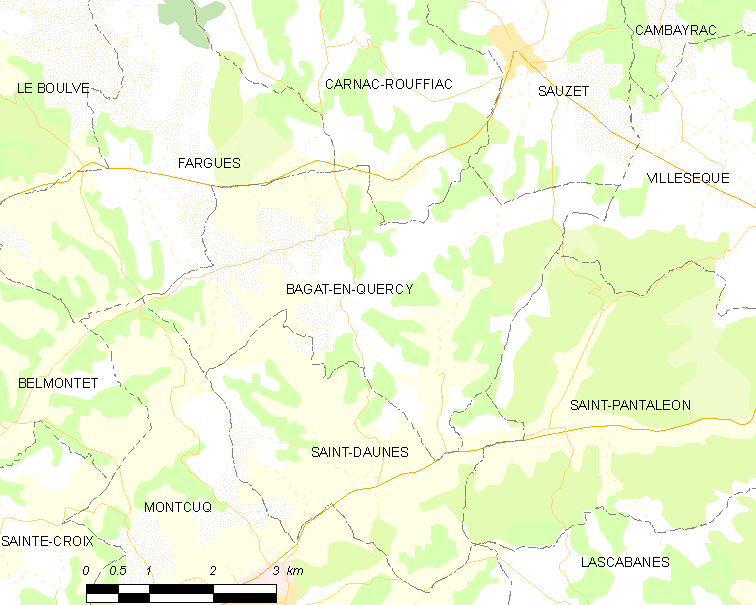
凯尔西地区巴加的OSM定位图

## 行政
凯尔西地区巴加的邮政编码为46800，INSEE市镇编码为46014。

## 政治
凯尔西地区巴加所属的省级选区为吕泽什县。

## 人口

1962-2008年间凯尔西地区巴加人口变化图示

凯尔西地区巴加于2018年1月1日时的人口数量为196人。